# República Centroafricana en los Juegos Olímpicos de Atenas 2004
La República Centroafricana participó en los Juegos Olímpicos de Atenas 2004 en Grecia. El Comité Olímpico de la República Centroafricana envió a un total de cuatro atletas (dos hombres y dos mujeres) a los Juegos en Atenas, para competir en tres disciplinas deportivas.

## Atletas
La siguiente tabla muestra el número de atletas en cada disciplina:
| Deporte   | Hombres | Mujeres | Total |
| --------- | ------- | ------- | ----- |
| Atletismo | 1       | 1       | 2     |
| Judo      | 0       | 1       | 1     |
| Taekwondo | 1       | 0       | 1     |
| Total     | 2       | 2       | 4     |

## Atletismo

### Hombres
- Ernest Ndissipou - maratón - puesto: 44[2]

### Mujeres
- Marie-Joëlle Conjungo - 100 metros vallas - no avanzó a la semifinal[2]

## Judo
- Bertille Ali contra Soraya Haddad - 48 kg - 0000:1000 - no avanzó[3]

## Taekwondo
- Bertrand Gbongou Liango contra Tuncay Çalışkan - 68 kg - no avanzó[4]